# Claus Schall
Claus Nielsen Schall (ur. 28 kwietnia 1757 w Kopenhadze, zm. 10 sierpnia 1835 tamże) – duński kompozytor i skrzypek.

## Życiorys
W 1772 roku został tancerzem w Det Kongelige Teater w Kopenhadze, od 1776 roku prowadził w nim przedstawienia baletowe. Współpracował z włoskim choreografem Vincenzo Galeottim. Od 1775 roku był skrzypkiem w kapeli dworskiej. W latach 80. XVIII wieku podróżował po Europie, odwiedził Paryż, Drezno, Berlin i Pragę. Poznał W.A. Mozarta. W 1792 roku objął stanowisko koncertmistrza orkiestry opery w Kopenhadze. Od 1795 roku był zatrudniony jako kompozytor baletów przy Det Kongelige Teater. W latach 1818–1834 był dyrektorem muzycznym opery kopenhaskiej. W 1811 roku odznaczony został krzyżem kawalerskim Orderu Danebroga.
Skomponował m.in. singspiele Claudine af Villa Bella (wyst. Kopenhaga 1787), Kinafarerne (wyst. Kopenhaga 1792), Domherren i Milano (wyst. Kopenhaga 1802) i De tre Galninger (wyst. Kopenhaga 1816), ponad 20 baletów, pisał też utwory orkiestrowe, utwory kameralne, pieśni.